# Бревијанд
Бревијанд (фр. Bréviandes) насеље је и општина у североисточној Француској у региону Шампањ-Арден, у департману Об која припада префектури Троа.
По подацима из 2011. године у општини је живело 2.318 становника, а густина насељености је износила 377,52 становника/km². Општина се простире на површини од 6,14 km². Налази се на средњој надморској висини од 117 метара.

## Демографија
| 1962. | 1968. | 1975. | 1982. | 1990. | 1999. | 2011. |
| ----- | ----- | ----- | ----- | ----- | ----- | ----- |
| 925   | 1.095 | 1.501 | 1.683 | 1.687 | 1.926 | 2.318 |

График промене броја становника у току последњих година